# Milić Jovanović
Pour les articles homonymes, voir Jovanović.
Milić Jovanović (en serbe : Mилић Joвaнoвић) est un footballeur yougoslave né le 10 février 1966 à Kruševac. Il évoluait au poste de gardien de but.

## Biographie

### Carrière de joueur
Milić Jovanović débute au Napredak Kruševac en 1988,,.
Il rejoint l'Étoile rouge de Belgrade en 1990 et reste une unique saison au club. Il est le remplaçant de Stevan Stojanović lors du titre de Champion de Yougoslavie en 1991,.
Lors de la campagne de Coupe des clubs champions victorieuse de l'Étoile rouge en 1990-1991, il dispute un unique match contre le RSC Anderlecht en phase de groupes,.
De 1991 à 1993, il est joueur du FK Mogren Budva,.
En 1993, il part jouer au Portugal sous les couleurs du SCU Torreense en deuxième division portugaise,,.
De 1994 à 1996, il est le gardien du CD Nacional,,.
Milić Jovanović rejoint alors le Leça FC. Il joue alors huit matchs en première division portugaise lors des deux premières saisons,.
Après cinq saisons au Leça FC, il raccroche les crampons,.

### Carrière d'entraîneur
Milić Jovanović devient entraîneur du Leça FC en 2003, il est également entraîneur des gardiens au cours de sa carrière.

## Palmarès
Étoile rouge de Belgrade
- Championnat de Yougoslavie (1) :
  - Champion : 1990-91.

- Coupe de Yougoslavie :
  - Finaliste : 1990-91.